# Acta Palaeontologica Polonica
Acta Palaeontologica Polonica est une revue scientifique à comité de lecture de paléontologie. Cette revue fondée par Roman Kozłowski en 1956 est diffusée par l'Instytut Paleobiologii im. Romana Kozłowskiego (pl) de l'Académie polonaise des sciences.
La plupart des articles et des résumés sont publiés en anglais, bien que certains articles plus anciens aient été publiés en polonais ou en français, beaucoup ont encore des résumés en polonais. Tous les articles sont disponibles au format PDF.
Les articles publiés à partir de 2008 possèdent leur propre identifiant numérique DOI et sont disponibles sur le site web de la revue ainsi que sur le site de la maison d'édition BioOne,.